# Tebongo
Tebongo (en asturiano y oficialmente Tubongu) es una parroquia asturiana del concejo de Cangas del Narcea, en el norte de España y un lugar de dicha parroquia. Tiene una población de 221 habitantes según el INE de 2021, repartidos en una superficie de 13,97 km². Limita al norte con la parroquia de Arganza, en el vecino concejo de Tineo, al sur con las de Corias y Carceda; al este con las de Jarceley y San Pedro de Coliema y al oeste con las de Lomes y Linares, ambas en el concejo de Allande.
Es el pueblo originario del nadador  Gonzalo Rodríguez y de los arquitectos, José Adolfo Llano y Emilio Llano. Su iglesia es la iglesia de San Mamés y el Santo es San Cayetano, tiene además, una capilla dedicada a la Virgen de la Soledad.

## Entidades de población
El lugar de Tebongo se encuentra a una altitud media de 393m, estando dividido en dos zonas, una al lado del río y de la carretera y otra tras cruzar el puente, situada en una parte más alta, además, presenta una carretera por la cual se llega al Santuario de la Virgen del Acebo.
Aparte del ya mencionado lugar de Tebongo, comprende las entidades de Antráu, Xavita, Portieḷḷa, El Puelu, Pontelinfiernu y Robléu Biforcu.

## Economía
Tradicionalmente Tebongo ha sido una parroquia eminentemente agrícola y ganadera en régimen de auto subsistencia, sin embargo, desde hace unos años en los terrenos de esta parroquia se encuentra el polígono industrial de Tebongo, uno de los principales polos económicos de la zona, completamente videovigilado y que en la actualidad está completo en su primera fase, en dicho polígono está situado además el parque de los bomberos de Cangas del Narcea, perteneciente al SEPA.

## Transporte
La parroquia se encuentra comunicada a través de la carretera AS-15, también denominada corredor del Narcea, que divide al lugar de Tebongo en las dos mitades ya mencionadas y es la principal vía de acceso y comunicación del suroccidente de Asturias, permitiendo ir hacia Tineo y Salas o hacia Cangas, la capital municipal y llegando hasta el Puerto de Cerredo. 